# Segelfluggelände Ehingen-Schlechtenfeld

i7
i11
i13
Das Segelfluggelände Ehingen-Schlechtenfeld liegt im Ortsteil Schlechtenfeld der Stadt Ehingen im Alb-Donau-Kreis in Baden-Württemberg, etwa 4 km westlich des Zentrums von Ehingen.

## Flugbetrieb
Das Segelfluggelände ist mit einer 335 m langen und 30 m breiten Start- und Landebahn aus Gras (Richtung 15/33) ausgestattet. Die Start- und Landebahn weist ein erhebliches Gefälle in Richtung Südosten auf. Daher erfolgen Landungen unabhängig von der Windrichtung immer in Richtung 33 und Starts immer in Richtung 15. Das Segelfluggelände besitzt eine Betriebszulassung für Segelflugzeuge, Motorsegler, Ultraleichtflugzeuge und Modellflugzeuge. Segelflugzeuge starten per Flugzeugschlepp oder Windenstart. Die 1500 m lange Seilauslegestrecke verläuft senkrecht zur Start- und Landebahn in Richtung 24. Nicht am Platz ansässige Luftfahrzeuge benötigen eine vorherige Genehmigung des Platzhalters, um in Ehingen-Schlechtenfeld starten und landen zu dürfen (PPR). Der Halter und Betreiber des Segelfluggeländes ist der Sportflieger-Club Ehingen e. V.